# Kušánská říše
Kušánská říše (v sanskrtu कुषाणसाम्राज्यम्), někdy také Kušánsko, byl starověký stát, který se rozkládal přibližně na území od dnešního Afghánistánu, Tádžikistánu a Pákistánu až na jih k řece Ganze v severní Indii. Kušánci udržovali diplomatické kontakty se Římem, Čínou i Persií. Po několik století bylo Kušánsko místem, kde docházelo ke střetávání kultur Západu a Východu. Přes Kušánskou říši vedla jedna z tras hedvábné stezky a sami Kušánci obchodovali zejména s mincemi, kořením a hedvábím.

## Dějiny

### Původ
Kušáni pocházeli z etnika Jüe-č'uů, které žilo v oblasti čínských provincií Kan-su a Ning-sia. Je možné, že Jüe-č'ové jsou totožní s Tochary obývajícími západní oblasti Číny, avšak mnoho historiků tuto domněnku odmítá a přiklání se spíš k variantě, která považuje Jüe-č'e za odnož Šaků. Podle čínských pramenů byli Jue-č'ové v minulosti rozděleni do pěti knížectví, která spolu soupeřila o moc. Jako vítěz z těchto bojů nakonec vzešlo knížectví Kuej-šuang, z čehož vzniklo pozdější pojmenování Kušánů. Kušáni se poté vyrazili na Řecko-baktrijské království, kterého se jim podařilo dosáhnou kolem roku 135 př. n. l. Řekové na to přesídlili do oblastí Hindúkuše a řeky Indu.

### „Velcí králové“

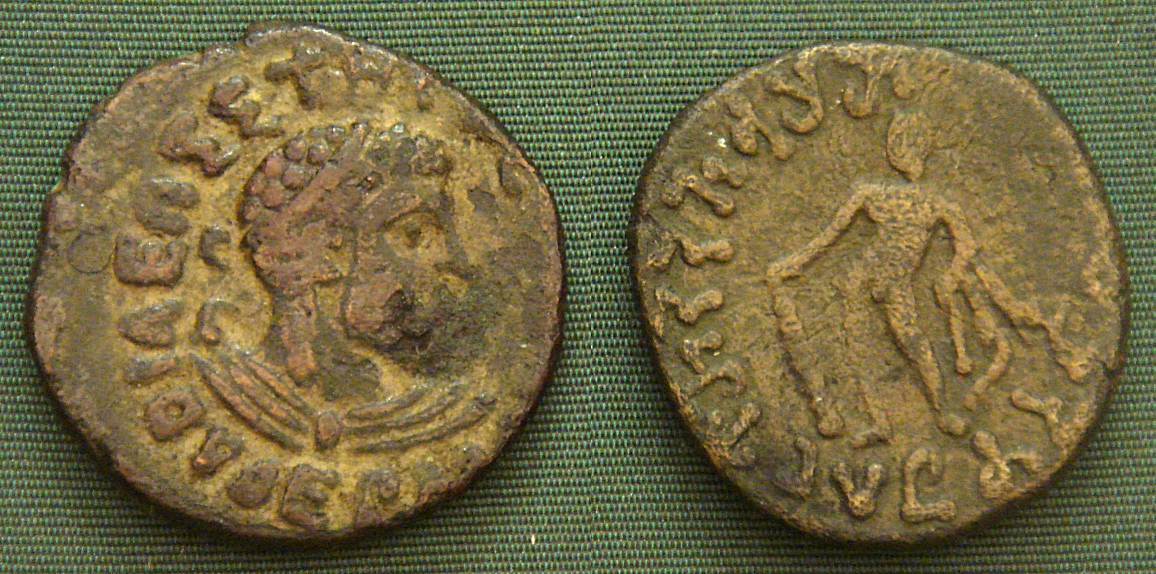
Mince Kudžúly Kadphisa (Britské muzeum)

Prvním kušánským králem se stal Kudžúla Kadphises. Podařilo se mu sjednotit etnikum Jüe-č'uů a rozšířit zatím relativně malé území Kušánců až do severní Indie. Dále vytlačil Parthy z území Kábulu i Kandaháru. Jeho doba vlády bývá datována do 1. století. Kudžúla Kadphises byl prvním z tzv. „velkých kušánských králů“, kterým se postupně podařilo vybudovat mocnou říši napříč centrální Asií. Jeho následník, král Vima Takto, rozšířil Kušánsko o území severozápadní Indie.
Dalším panovníkem se stal vnuk Kudžúly Kadphisa Vima Kadphises. Vládl přibližně mezi lety 90 a 100 a podařilo se mu dobýt další území v Indii i Afghánistánu. Jako první vládce zavedl v Kušánské říši ražení zlatých mincí. V té době měla říše obchodní styky s Čínou, centrální Asií, Alexandrií i Antiochií.
Za Kadphisova následníka, krále Kanišky, dosáhla Kušánská říše vrcholu. Správa říše byla soustředěna do dvou center: Péšávaru a Mathury. Kanišku považuje buddhistická tradice za jednoho z velkých panovníků, kteří převzali patronaci nad buddhismem. Vládl přibližně mezi lety 127 a 151. Nechal razit mince se svým portrétem. Za Kaniškovy vlády se proměňuje Buddhova ikonografie: starší, symbolické zobrazování doplňuje zobrazení antropomorfní.
Říše dále vzkvétala i za krále Huvišky. Posledním velkým králem Kušánů se stal Vásudéva I.

### Úpadek

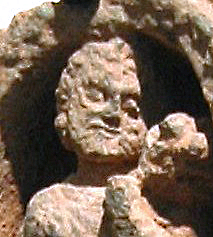
Detail hlavy sochy kušánského uctívače Buddhy (Muzeum Guimet)

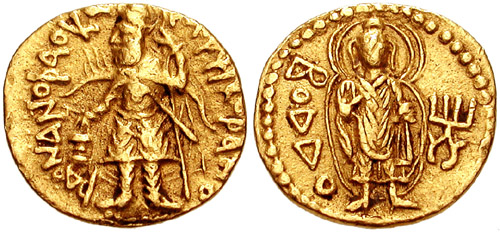
Kaniška na dobových mincích

Od třetího století začala říše upadat. Když v roce 225 Vásudéva I. zemřel, říše byla rozdělena na východní a západní část. Okolo let 224-240 vpadli do oblasti Baktrie a severní Indie Sásánovci, později označovaní jako Indosásánovci. Další oblasti Kušánci ztratili vlivem rozmachu Guptovské říše. Ve 4. století se vzbouřil jeden z kušánských vazalů, svrhl kušánskou dynastii a založil Kidaritské království. Definitivní konec Kušánské říši přinesla invaze Hunů v 5. století a pozdější příchod islámu.

## Umění
Umění za doby Kušánců vzkvétalo zejména na hranici východní a západní části říše, v oblasti Gandháry. Odtud i označení gandhárské umění. Bylo specifické zejména díky prolínání řeckého uměleckého slohu spolu s východními motivy. Gandhárské umění přineslo do buddhistického umění průlomovou skutečnost - pod vlivem antiky začal být zakladatel buddhismu Buddha vyobrazován v lidské podobě. Do té doby byly antropomorfní zobrazení Buddhy spíše výjimkou a Buddha byl většinou vyobrazován alegoricky, např. jako kolo dharmy, obří stopa apod. Z Gandháry jsou známá i vyobrazení Kušánců, klanících se Buddhovi či bódhisattvům (asi nejčastěji Maitréjovi).

## Ražba mincí
Důležitou roli při zkoumání historických okolností Kušánské říše hrají mince. Někdy jsou dokonce jediným vodítkem, které má historik k dispozici.
Ražba mincí probíhala již od prvních kušánských panovníků. První mince ze zlata se začaly razit za vlády Vimy Kadphisa. Byly to zlaté dínáry, které obsahovaly 8,035 g zlata; římský denár obsahoval přesně stejné množství, takže je pravděpodobné, že tato podobnost není náhodná. Na mincích bývaly vyobrazeny indická, řecká, íránská i sumersko-elamitská božstva. Za dob Kanišky se začal na mincích zobrazovat Buddha, většinou v helénském stylu. Na mincích bývají též nápisy, a to v různých jazycích včetně řečtiny.